# Oncativo
Oncativo is een plaats in het Argentijnse bestuurlijke gebied Río Segundo in de provincie Córdoba. De plaats telt 9.629 inwoners.